# Premio Juvenil de la Academia
El Premio Juvenil de la Academia, también conocido como el Óscar Juvenil, fue un premio honorífico otorgado por decisión de la Junta de Gobernadores de la Academia de las Artes y las Ciencias Cinematográficas de Hollywood para reconocer específicamente a los jóvenes menores de dieciocho años por sus "destacadas contribuciones al entretenimiento en pantalla".
El trofeo en sí era una estatuilla de un Premio Óscar en miniatura, de aproximadamente 7 pulgadas de alto. El honor fue otorgado por primera vez por la Academia en 1935 a Shirley Temple, de 6 años, por su trabajo en 1934. El premio continuó siendo presentado de manera intermitente durante los siguientes 25 años hasta 1961, cuando Hayley Mills, de 14 años de edad, se convirtió en la última persona que recibió  la pequeña estatuilla por su papel en Pollyanna.

## Historia
Los Premios Óscar, presentados por primera vez el 16 de mayo de 1929, no presentaron originalmente premios para los actores juveniles. El primer actor infantil en ser nominado a un Óscar fue Jackie Cooper, de 9 años de edad, quien fue nominado como Mejor actor en 1931 por su trabajo en la película Skippy, pero perdió ese año ante Lionel Barrymore. Advirtiendo que los niños podrían estar en desventaja injusta con los votantes de la Academia si es que eran nominados junto con sus contrapartes adultos en las categorías competitivas de interpretación, la Academia vio la necesidad de establecer un «Premio Especial Honorífico» creado específicamente para reconocer a los menores de dieciocho años por su trabajo en el cine.
El 27 de febrero de 1935, en la 7.ª ceremonia de los Premios Óscar, en honor a los logros cinematográficos del año 1934, se otorgó el primer Premio Juvenil Especial. La estatuilla fue bautizada como la "Oscarette" por Bob Hope en 1945. La estatuilla misma fue un Óscar miniaturizado, que representa una imagen de estilo art déco de un caballero con una espada de cruzado y de pie sobre un rollo de película. Con aproximadamente la mitad del tamaño de su contraparte de tamaño completo, este raro trofeo de tamaño infantil siguió siendo el prototipo de la estatuilla a lo largo de la historia del Premio con solo unas modificaciones relativamente pequeñas en su base a lo largo del tiempo.
Después de ser presentado por primera vez en 1935, el Premio Juvenil Especial continuó siendo presentado de manera intermitente a un total de 12 actores jóvenes durante los próximos 25 años, sin embargo, varios actores juveniles fueron nominados en la categoría de Mejor actriz, Mejor actor de reparto y Mejor actriz de reparto durante aquella época, específicamente: Bonita Granville, de 14 años, como Mejor actriz de Reparto de 1936 para These Three; Brandon De Wilde de 11 años de edad, como Mejor actor de reparto de 1953 para Shane; Sal Mineo de 17 años de edad, como Mejor actor de reparto de 1955 para Rebel Without a Cause; y Patty McCormack de 11 años de edad como Mejor actriz de 1956 por The Bad Seed,  todos los cuales perdieron frente a sus homólogos adultos en sus respectivas categorías.
En la 33.ª ceremonia de los Premios Óscar, presentada el 17 de abril de 1961, sería la última ceremonia de los Óscar en presentar el Premio Juvenil.

## Homenajeados

### Década de 1930
En la 7.ª ceremonia de los Premios Óscar se reconoció a Shirley Temple con el primer «Premio Juvenil de la Academia» en honor a "su destacada contribución al entretenimiento en pantalla durante el año 1934". Comenzando su carrera cinematográfica a la edad de tres años, en 1934 Temple había alcanzado el estrellato infantil en películas como Stand Up and Cheer!, Little Miss Marker, Baby Take a Bow y Bright Eyes. Con solo seis años la noche en que aceptó su estatuilla honoraria, Temple se convirtió en la destinataria más joven en ser honrado por la Academia, una distinción que aún mantiene hasta el día de hoy.
Los 11.ª ceremonia de los Premios Óscar reconoció tanto a Deanna Durbin como a Mickey Rooney con el Premio Juvenil en honor a "su importante contribución para llevar a la pantalla el espíritu y la personificación de los jóvenes". En 1938, Durbin, de 16 años, era una estrella en ascenso como cantante en películas como Mad About Music y That Certain Age, y Rooney había alcanzado la fama en las comedias de Andy Hardy y recibió elogios de la crítica por su dramático giro en Boys Town. A los dieciocho años de edad, la noche en que aceptó el galardón, Rooney sería el destinatario de mayor edad en recibir el Premio Juvenil.
La 12.ª ceremonia de los Premios Óscar reconoció a Judy Garland con el Premio Juvenil en honor a "su desempeño destacado como joven en pantalla durante el año pasado". En 1939, Garland, de 16 años, se convirtió en una de las jóvenes estrellas más brillantes de Hollywood, y apareció ese año en dos musicales de Metro-Goldwyn-Mayer: Babes in Arms y The Wizard of Oz. Aunque sería nominada posteriormente como Mejor actriz en 1954, y nuevamente como Mejor actriz de reparto de 1961, el Premio Juvenil sería el único honor que Garland recibiría de la Academia.

### Década de 1940
La 17.ª ceremonia de los Premios Óscar reconoció a Margaret O'Brien con el Premio Juvenil que la honra como la "actriz infantil destacada de 1944". Ese año, O'Brien, de 7 años, se convirtió en una de las actrices infantiles más populares de su época, protagonizando las películas The Canterville Ghost, Music for Millions, y Meet Me In St. Louis junto con la previa homenajeada Judy Garland. En la ceremonia anual de ese año, fue Bob Hope quien calificó de manera cariñosa el Premio Juvenil como "Oscarette" al presentar a O'Brien su Óscar en miniatura.

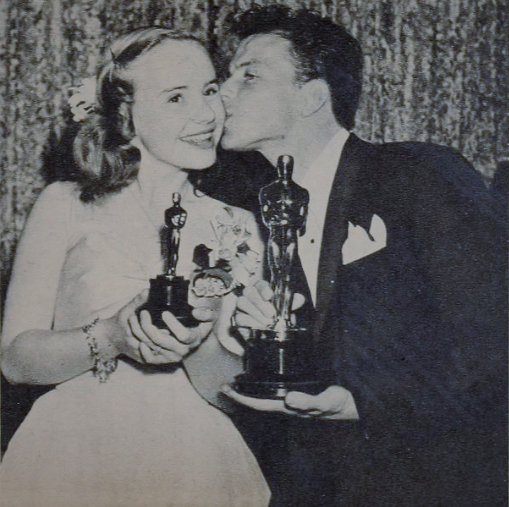
Peggy Ann Garner, luego de recibir su Premio Juvenil, junto a Frank Sinatra.
Fotografía, Dell Publishing, 7 de marzo de 1946.

Para la 18.ª ceremonia de los Premios Óscar se reconoció a Peggy Ann Garner con el Premio Juvenil como la "actriz infantil destacada de 1945". Comenzando su prolífica carrera cinematográfica a la edad de seis años, en 1945, Garner, de 13 años, apareció en Nob Hill y Junior Miss, además de ser aclamada por la crítica por su papel dramático como Francie Nolan, una niña que vive en los barrios marginales de Brooklyn con su devota madre y su padre alcohólico en el drama A Tree Grows in Brooklyn de 20th Century Fox.
Durante la 19.ª ceremonia de los Premios Óscar, el Premio Juvenil fue otorgado a Claude Jarman Jr. como el "actor infantil destacado de 1946",  a la edad de 12 años por su debut en pantalla como Jody en el drama familiar The Yearling de Metro-Goldwyn-Mayer. Aunque la Academia no comenzó oficialmente a presentar el Premio Juvenil por el trabajo de un niño en una película específica hasta dos años después, The Yearling fue la primera y única película de Jarman estrenada en 1946.
En 1949, durante la 21.ª ceremonia de los Premios Óscar, se reconoció a Ivan Jandl con el Premio Juvenil por ser "la actuación juvenil destacada de 1948, como Karel Malik en The Search". Nacido en Checoslovaquia, comenzó su relativamente corta carrera  a la edad de once años, y se convirtió en el primer actor infantil extranjero en ser honrado con el Óscar Juvenil. Incapaz de viajar a Estados Unidos para asistir a la ceremonia, la estatuilla de Jandl le fue presentada en su natal Praga.
Bobby Driscoll fue el último homenajeado de la década, recibiendo su Premio Juvenil como "actor juvenil destacado de 1949" durante la 22.ª ceremonia de los Premios Óscar. Ese año, Driscoll, de 12 años de edad, había protagonizado So Dear to My Heart de Disney y fue aclamado por la crítica por su dramática actuación en el melodrama The Window de RKO Radio Pictures. Demostrando el prestigio del Premio Honorífico Juvenil otorgado a las estrellas infantiles de Hollywood de la época, en la noche de la ceremonia, Driscoll aceptó nerviosamente su estatuilla en miniatura que afirmando: "No creo haber estado tan emocionado en mi vida".

### Décadas de 1950 y 1960
La 27.ª ceremonia de los Premios Óscar reconocieron a Jon Whiteley y Vincent Winter con el Premio Juvenil en honor a sus "destacadas actuaciones juveniles en The Little Kidnappers". Tal vez más conocido por el público en su Escocia natal, en 1953, Whiteley, de 8 años, y Winter, de 6 años, interpretaron a Harry y Davy, respectivamente, dos niños que viven con su abuelo en Nueva Escocia, a quienes su abuelo les prohíbe tener un perro, "secuestran" a un bebé desatendido y cuidan al niño como propio.
En la 33.ª ceremonia de los Premios Óscar reconocieron a Hayley Mills, de 14 años, con lo que sería el último Premio Juvenil entregado, honrándola por el filme Pollyanna de Disney como "la actuación juvenil más destacada de 1960".

### Lista de homenajeados
La siguiente lista de homenajeados enumera las edades de los destinatarios en la noche de la ceremonia (no la edad que tenían cuando aparecieron en la pantalla) en la cual fueron honrados. En algunos casos, la ceremonia se llevó a cabo más de un año después del lanzamiento original de la película, y hasta dos años después de que se completó el rodaje.
| Año         | Imagen | Homenajeado       | Edad en la ceremonia | Honor |
| ----------- | ------ | ----------------- | -------------------- | --- |
| 1934 (7.ª)  |        | Shirley Temple    | 6 años               | En agradecido reconocimiento por su destacada contribución al entretenimiento en pantalla durante el año 1934.                                                                         |
| 1938 (11.ª) |        | Deanna Durbin     | 17 años              | Por su importante contribución por llevar a la pantalla el espíritu y personificación de los jóvenes, y como intérpretes juveniles que establecen un alto nivel de habilidad y logros. |
| 1938 (11.ª) |        | Mickey Rooney     | 18 años              | Por su importante contribución por llevar a la pantalla el espíritu y personificación de los jóvenes, y como intérpretes juveniles que establecen un alto nivel de habilidad y logros. |
| 1939 (12.ª) |        | Judy Garland      | 17 años              | Por su destacada actuación como joven en pantalla durante el año pasado. |
| 1944 (17.ª) |        | Margaret O'Brien  | 8 años               | Actriz juvenil destacada de 1944. |
| 1945 (18.ª) |        | Peggy Ann Garner  | 14 años              | Actriz juvenil destacada de 1945. |
| 1946 (19.ª) |        | Claude Jarman Jr. | 12 años              | Actor juvenil destacado de 1946. |
| 1948 (21.ª) |        | Ivan Jandl        | 12 años              | Por la destacada actuación juvenil de 1948, como 'Karel Malik' en The Search. |
| 1949 (22.ª) |        | Bobby Driscoll    | 13 años              | Como el actor juvenil destacado de 1949. |
| 1954 (27.ª) |        | Jon Whiteley      | 10 años              | Por su destacada actuación juvenil en The Little Kidnappers. |
| 1954 (27.ª) |        | Vincent Winter    | 7 años               | Por su destacada actuación juvenil en The Little Kidnappers. |
| 1960 (33.ª) |        | Hayley Mills      | 14 años              | Por Pollyanna, la actuación juvenil más destacada de 1960. |

### Años posteriores
En 1962, Patty Duke, de 16 años, protagonizó The Miracle Worker y en 1963, fue nominada y ganó el Óscar a la Mejor actriz de reparto por su trabajo en la película, convirtiéndose en la actriz más joven de la historia en ganar un Premio de la Academia de mérito (competitivo) y, por primera vez, demostrando que un menor podía ganar a sus contrapartes adultos. Desde este punto en adelante, los actores infantiles fueron reconocidos en las mismas categorías de interpretación, o no lo fueron en absoluto.
Hasta 2015, solo tres menores (incluida Duke) han ganado galardones, todas en la categoría de Mejor actriz de reparto: Anna Paquin, de 11 años de edad, por The Piano (1993); y Tatum O'Neal, que tenía 10 años, por Paper Moon (1973). A la fecha, sigue siendo la poseedora del récord como la persona más joven de la historia en ganar un Premio Óscar competitivo.

## Existencia de los trofeos
Si bien solo 12 estrellas han obtenido la rara estatuilla en miniatura, se sabe que existen un total de 14 Óscar Juveniles.

### Pérdida del premio de Garland
Judy Garland, luego de afirmar la pérdida de su premio, se contactó con la Academia para obtener un reemplazo en junio de 1958. La Academia aceptó, pero le pidió a Garland que firmara su conocido derecho de primer rechazo que cubre el Óscar duplicado, así como su original, si llegara a aparecer. El acuerdo, implementado por la Academia en 1950, establece que los ganadores del Óscar o sus herederos que quieran vender sus estatuillas deben primero ofrecer a la Academia la oportunidad de recomprar el Óscar por la suma de US$10, una cantidad que posteriormente se redujo a US$1 en la década de 1980.
Después de su muerte en 1969, muchos de los efectos personales de Garland llegaron a manos de su exmarido, Sidney Luft, quien intentó vender una estatuilla del Óscar en miniatura en una subasta de Christie's en 1993. Al enterarse de la inminente subasta, la Academia presentó rápidamente una orden judicial para detener la venta del galardón y, después de algunas investigaciones, determinó que la estatuilla en cuestión era el Óscar de reemplazo de Garland de 1958, utilizando fotografías que mostraban que la base única de la estatuilla original de 1940 era diferente de la que se presentó en la subasta. La justicia falló a favor de la Academia en 1995 y ordenaron a Luft devolver la estatuilla de 1958 a la Academia; lo que hizo que Luft entregara el premio a su hija, Lorna Luft, que había expresado el deseo de mantenerlo en la familia.
En el año 2000, se subastó una segunda estatuilla, que la Academia determinó esta vez como el galardón "original" de Garland de 1940. Después de rastrear una vez más la subasta hasta Sidney Luft, la Academia tomó nuevamente medidas legales para detener la venta alegando que la estatuilla de 1940 estaba sujeta a los términos del acuerdo que Garland había firmado en 1958. La Academia volvió a ganar su demanda en 2002 y le ordenaron a Luft que entregara la estatuilla de 1940 a la Academia. En febrero de 2010, el Óscar juvenil original de 1940 de Garland se exhibió al público en una exhibición en la Academia en Nueva York llamada "Meet The Oscars". A partir de 2011, se cree que su reemplazo de 1958 todavía está en posesión de la hija más joven de Garland, Lorna Luft.

### Pérdida del premio de O'Brien
A lo largo de su infancia, los premios de Margaret O'Brien se exhibieron en una sala especial en su hogar. Un día, en 1954, la doncella de la familia pidió llevarse a su casa el Óscar Juvenil de O'Brien y otros dos premios para pulir, como había hecho veces anteriores. Después de tres días, la doncella no regresó al trabajo, lo que llevó a la madre de O'Brien a despedirla y le pidió que devolviera los premios. Poco después, la madre de O'Brien, que había estado enferma con una afección cardíaca, sufrió una recaída y murió. En el duelo, O'Brien, de 17 años, se olvidó de la criada y del Óscar hasta varios meses después, cuando intentó ponerse en contacto con ella, solo para descubrir que la criada se había mudado y no había dejado una dirección de reenvío.
Varios años después, al enterarse de que el original había sido robado, la Academia rápidamente dio a O'Brien un Óscar de reemplazo, pero O'Brien aún mantuvo la esperanza de algún día recuperar su premio original. En los años que siguieron, O'Brien asistió a exhibiciones de recuerdos y buscó en tiendas de antigüedades, con la esperanza de poder encontrar la estatuilla original. En 1995, Bruce Davis, entonces director ejecutivo de la Academia , fue alertado de que una estatuilla en miniatura con el nombre de O'Brien había aparecido en un catálogo para una próxima subasta de recuerdos. Davis se contactó con un amigo mutuo suyo y de O'Brien, quien a su vez llamó a O'Brien para decirle que se había encontrado el Óscar perdido.
Los coleccionistas de recuerdos Steve Neimand y Mark Nash asistían a un mercadillo en 1995 cuando Neimand vio un pequeño Óscar con el nombre de Margaret O'Brien inscrito en él. Los dos hombres decidieron dividir el precio de venta de US$500 con la esperanza de revenderlo con una ganancia y se lo prestaron a un fotógrafo para filmar el próximo catálogo de subastas. Esto llevó al descubrimiento de Bruce Davis de la estatuilla y, al enterarse de la historia del premio, Nash y Neimand acordaron devolver el Óscar a O'Brien. El 7 de febrero de 1995, casi cincuenta años después de su primera recepción, la Academia celebró una ceremonia especial en Beverly Hills para devolver el premio robado a O'Brien. Al reunirse con su Óscar Juvenil, Margaret O'Brien dijo a los periodistas asistentes:

Para todas aquellas personas que perdieron o extraviaron algo que les era querido, como yo lo he hecho, nunca abandonen el sueño de buscar, nunca dejen de lado la esperanza de que lo encontrarán porque después de tantos años, por fin , mi Óscar me ha sido devuelto.